# COBIT
COBIT (Objectius de Control per Tecnologies d'Informació i Relacionades) és un marc de bones pràctiques creat per l'associació professional internacional ISACA per a la gestió de les Tecnologies d'Informació (TI) i el governTI. COBIT proporciona un marc per a implementar un "conjunt de controls per a la tecnologia d'informació i els organitza al voltant un marc lògic de processos TI i facilitadors."

## El marc COBIT
COBIT era inicialment "Objectius de Control per Tecnologies d'Informació i Relacionades", tanmateix abans de la publicación del marc es parlava de CobiT com "Objectius de Control per TI" o "Objectius de Control per Tecnologia d'Informació i Relacionada". El marc defineix un conjunt de processos genèrics per l'administració de les TI, amb cada procés definit juntament amb entrades i productes de processos, activitats clau dels processos, objectius de procés, mesures de rendiment i un model de maduresa elemental. COBIT també proporciona un conjunt de millors pràctiques recomanables per a el govern i el procés de control dels sistemes d'informació i tecnologia amb l'esperit d'alinear TI amb el negoci. COBIT 5 consolida COBIT 4.1, Val-IT i Risk-IT a un marc unic que actua com un marc corporatiu alineat i interoperable amb altres marcs i estàndards.